# .NET Micro Framework
.NET Micro Framework（ドットネット マイクロ フレームワーク）は大半のリソースの限られたデバイス専用の組み込み用に最適化された.NETである
。
.NET Micro FrameworkのソースコードはCodePlexで入手できる。

## C#での開発者用のNETMF
NETMFはマイクロコントローラ上で直接C＃のコードを実行することができる。
開発キットは、Visual Studioに統合されている。 これは、ターゲット・マイクロコントローラの展開と可能なデバッグを管理を統合する。